# Five Dances
Five Dances là một bộ phim năm 2013 được viết và đạo diễn bởi Alan Brown và có sự tham gia của Ryan Steele, Reed Luplau, Catherine Miller, Kimiye Corwin và Luke Murphy.

## Nội dung
Chip, một vũ công trẻ mới đến thành phố New York, bắt đầu tập luyện và luyện tập với ba vũ công khác và bậc thầy ba lê; phòng khiêu vũ nơi họ tập luyện ở SoHo. Trong khi kiên nhẫn luyện tập từng hình trong năm điệu nhảy tạo nên vở ballet, Chip phải lựa chọn giữa việc trở về nhà của gia đình ở Trung Tây và bắt đầu sự nghiệp và cuộc sống cá nhân của riêng mình.

## Diễn viên
- Ryan Steele vai Chip
- Reed Luplau vai Theo
- Catherine Miller vai Katie
- Kimye Corwin vai Cynthia
- Luke Murphy vai Anthony
- Lulu Roche vai mẹ của Chip (giọng nói)

## Soundtrack
- "252" – Gem Club[3]
- "Dog" – Scott Matthew
- "Friends & Foes" – Scott Matthew
- "Surgery" – Scott Matthew
- "Sinking" – Scott Matthew
- "Goldberg Variations, BWV 988: Aria" – Johann Sebastian Bach
- "Put Your Back N 2 It" – Perfume Genius

Bản nhạc nền của bộ phim được sáng tác bởi Nicholas Wright.
- "Five Dances Theme"
- "Nowhere to Go"
- "Love in Slow Motion"
- "The Man in the Mouth"
- "I Don't Dream"
- "First Kiss"
- "Waking Up"
- "Cynthia"
- "Pirouette"

## Giải thưởng
| Năm  | Đề cử                                | Địa điểm                                       | Kết quả   |
| ---- | ------------------------------------ | ---------------------------------------------- | --------- |
| 2013 | Best Featured Film – Popular Jury    | Rio Gay Film Festival                          | Đoạt giải |
| 2013 | Best Featured Film – Official Jury   | Rio Gay Film Festival                          | Đoạt giải |
| 2013 | Best International Narrative Feature | 8th Tel Aviv, LGBT International Film Festival | Đoạt giải |
| 2013 | Best Actor: Ryan Steele              | Iris Prize Festival, Cardiff                   | Đoạt giải |

## Tiếp tân quan trọng
The Hollywood Reporter cho biết "Công việc vất vả và mồ hôi nhễ nhại khi luyện tập một điệu nhảy mới được ghi lại với hiệu ứng nội tạng trong bộ phim nhạy cảm của Alan Brown, chủ yếu nằm trong giới hạn của một phòng tập nhảy Soho. Trung tâm là một cô gái ngây thơ mới 18 tuổi đến từ Kansas. phát hiện ra tình yêu, tình bạn và nhận thức về những món quà vật chất của mình, Five Dances cũng sẽ gây ấn tượng mạnh với những người hâm mộ khiêu vũ ngay cả khi cách kể chuyện sơ sài của nó chứng tỏ ít hơn cảm hứng."
Variety nói rằng "Một vũ công phi thường, Ryan Steele, thống trị "Five Dances", chiếc máy quay xoay quanh từng khúc cua và quay vòng của anh ta. Hầu như tất cả các tác phẩm mới nhất của nhà văn kiêm đạo diễn Alan Brown đều xuất hiện trong một studio Soho nơi một đoàn kịch nhỏ đang diễn tập năm tác phẩm được biên đạo bởi Jonah Bokaer. Nhưng thay vì điều chỉnh các tác phẩm để phù hợp với câu chuyện mỏng như tờ giấy của mình, Brown khám phá những căng thẳng và sự mâu thuẫn của các vũ công thể hiện cảm xúc mới mẻ thông qua một hình thức nghệ thuật có sẵn. Kết quả tránh được sự ngẫu nhiên theo phong cách docu trong khi chỉ tiếp tục những câu chuyện và điểm nhân vật thô sơ nhất, cho phép điệu nhảy nói phần lớn và tuyệt vời, cho chính nó."
New York Times nói rằng "Năm người tập luyện trong một phòng tập nhảy trống: Sân đó có thể không hấp dẫn tất cả mọi người, nhưng những người hâm mộ nghệ thuật chuyển động và diễn xuất sẽ đánh giá cao khả năng. Tuy nhiên, rất ít trong số những khả năng đó được khám phá với bất kỳ chiều sâu nào trong "Five Dances", một bộ phim mới đầy hứa hẹn nhưng không bao giờ rời khỏi bóng tối ngầm của nó trong một khoảnh khắc hấp dẫn về mặt cảm xúc"
NPR nói rằng "Trên thực tế, sự hấp dẫn thầm lặng của bộ phim được chụp ảnh gợi cảm của Alan Brown (Derek McKane là nhà quay phim) là ở cách nó mở rộng vốn từ vựng đó thành những cảnh không phải là điệu nhảy của nó; đó là một câu chuyện nhẹ nhàng, nhẹ nhàng, đầy vẻ khó hiểu và im lặng - mà, thẳng thắn, có thể phát triển mệt mỏi trong một bối cảnh khác - truyền đạt tâm trạng và tính cách rõ ràng và trữ tình như một điệu nhảy tuyệt vời."